# Lófos (ort i Grekland, Mellersta Makedonien)
Lófos är en ort i Grekland.   Den ligger i prefekturen Nomós Pierías och regionen Mellersta Makedonien, i den norra delen av landet, 280 km norr om huvudstaden Aten. Lófos ligger 244 meter över havet och antalet invånare är 1 772.
Terrängen runt Lófos är kuperad västerut, men österut är den platt.Runt Lófos är det ganska tätbefolkat, med 60 invånare per kvadratkilometer. Närmaste större samhälle är Kateríni, 11,0 km öster om Lófos. 